# Ham Neshin
Ham Neshin (en persa: همنشين‎, también romanizado como Ham Neshīn y Hamneshīn), es un pueblo en el distrito rural de Minjavan-e Sharqi en el distrito de Minjaván, en el condado de Khoda Afarín en la provincia de Azerbaiyán Oriental en Irán. Según el censo de 2006, su población era de 131 repartida entre 30 familias.
Antes de estallar la Revolución Blanca, en los principios de los años 1960, un clan de la tribu de Mohammad Khanlu, compuesta de unas 25 casas, utilizaba Ham Neshin como su hogar durante el invierno.